# Francisco Franco Salgado-Araujo
Francisco Franco Salgado-Araujo, conocido familiarmente como Pacón (Ferrol, 1890-Madrid, 1 de mayo de 1975), fue un militar español, primo carnal y colaborador del dictador español Francisco Franco Bahamonde. Durante la guerra civil española y la posterior dictadura franquista permaneció junto a su primo, siendo reconocido como de uno de sus más íntimos colaboradores en el ámbito personal.

## Biografía

### Carrera militar
En 1908 Franco Salgado-Araujo ingresó en la Academia de Infantería de Toledo cuyo coronel director era José Villalba Riquelme, y en 1912, un año después de haber sido nombrado Alférez, es enviado al Marruecos español, donde participa en la guerra del Rif. Salgado-Araujo, rápidamente se caracterizó por su afinidad con su primo, Francisco Franco, lo que lo convirtió en un fiel colaborador de campo. Colaboraría especialmente con él durante la preparación del golpe de Estado de julio de 1936. De hecho, le acompañaría durante el vuelo de Las Palmas de Gran Canaria a Tetuán a bordo del Dragon Rapide. Durante la guerra civil española continuó a su lado, especialmente cuando Franco se convirtió en Jefe de Estado y líder del bando sublevado, y tras la instauración de la dictadura franquista sería nombrado 2.º jefe de la Casa Militar de Francisco Franco. Finalmente, en 1954 se convirtió en jefe de la Casa Militar de Franco, puesto del que cesaría el 7 de agosto de 1956 al ser sustituido por el general Antonio Barroso Sánchez-Guerra.
En el ámbito militar, en 1945 fue ascendido a General de División y recompensado con la gran cruz de la Orden de San Hermenegildo. En abril de 1950 fue nombrado comandante en jefe de la 11.ª División, de guarnición en Madrid, cargo que ocuparía durante casi tres años hasta que fue ascendido al empleo de Teniente General y siendo nombrado Capitán General de la V Región Militar (Zaragoza) y a su  vez del Cuerpo de Ejército Aragón V.

### Vida personal
Estuvo casado dos veces, la primera con María Luisa Revilla Vidal y la segunda con María del Pilar de la Rocha Nogués.
Además de su profesión castrense, Salgado-Araujo también se vio envuelto en los negocios del franquismo tal cual ocurría con buena parte de los miembros de la familia Franco y todos aquellos allegados al dictador. Así pues, ocupó cargos en distintos consejos de administración, fundaciones o empresas como representante del estado. Por ejemplo, la Fundación "Hogares Infantiles Hispano-Argentinos" instituida por él mismo (1943), o su nombramiento como subcomisario del Banco de Crédito local de España (1956).

## Obra escrita
Tras su fallecimiento fueron publicadas dos obras póstumas: Mis conversaciones privadas con Franco (1976) y Mi vida junto a Franco (1977). Para el historiador Ricardo de la Cierva, "las conversaciones entre los dos primos Franco son auténticas y verídicas ya que entre las múltiples virtudes de Franco Salgado no brilla una gran imaginación". Sobre las Conversaciones privadas con Franco, De la Cierva apunta que Franco Salgado-Araujo escribió esta obra desde un profundo resentimiento hacia su primo y aportando numerosos datos sobre los negocios que mantenían todos aquellos que pertenecían al círculo de Franco. Los comentarios que hace sobre la esposa de Franco, Carmen Polo, también dejan entrever un fuerte conflicto personal:

"...hay días que no se aguanta ni a sí misma. Adopta un aire de severidad y empaque absurdo..."
Franco Salgado-Araujo (1954)

La obra de Salgado-Araujo aportó a los historiadores nuevos datos y una nueva visión de cara al estudio de la figura de Franco. Un ejemplo de ello es señalado por Paul Preston, con el caso de los Bombardeos de Barcelona de marzo de 1938: Estos habían sido ordenados directamente por Benito Mussolini, aunque Franco dijera entonces que se habían producido sin su conocimiento. A este respecto, Salgado-Araujo indicó que en 1967 Franco le había comentado que "todos los bombardeos se hacían siempre por decisión especial del mando español". En otro pasajes, Salgado-Araujo comentaba sobre los negocios de la familia Franco y el propio caudillo:

“A mí no me agrada que S.E. [Su Excelencia] esté al frente de una Sociedad Anónima por razón de su cargo. Creo que hubiese sido mejor que comprase él todas las acciones y la finca la inscribiese a su nombre, pues sería lo serio, y mucho más cuando todo el mundo sabe que la finca es de S.E. y que por allí está Sanchiz como colaborador o encargado...”
Franco Salgado-Araujo, 19 de agosto de 1955

## Condecoraciones
- Orden Mehdauía (1939).[17]
- Gran oficial de la Orden de la Corona de Italia (1939).[18]
- Gran cruz de la Orden del Mérito Naval (1945).[19]
- Caballero gran cruz de la Orden de San Hermenegildo (1945).[20]